# Mari Bárbola
Mari Bárbola. (María Bárbara Asquín) era una nana hidrocèfala que a la mort de la seva senyora, la comtessa de Villerbal i Walther, va passar a formar part del servei de Palau "amb paga, racions i quatre lliures de neu durant l'estiu". El seu nom era d'origen alemany, segons J.Moreno Vila:Sabem el nom complet i la pàtria de la coneguda per Mari-Bárbola, o sigui María Bàrbara Asquin, alemanya És notòria la seva aparició al quadre Las Meninas de Velázquez.
Per la descripció realitzada per Palomino publicada el 1724 se saben els noms dels personatges retratats en la pintura de Velázquez de Las Meninas, en la qual també es trobava la nana Mari Bárbola. El 3 de desembre de 1996 la doctora Manuela Mena Marquès en una conferència pronunciada en el Museu del Prado sobre Las Meninas opina entre altres coses que la nana Mari Bárbola sosté entre els dits de la seva mà esquerra un anell símbol de la Fidelitat, aquesta interpretació ha estat rebatuda per la doctora Garrido que aclareix que ni en la radiografia del quadre s'ha pogut apreciar la presència de l'anell.